# Rally Ibérico
El Rally Ibérico fue una prueba de rally que se disputó en 1956 organizada por el Real Automóvil Club de España y el Automóvil Club de Portugal. Fue puntuable para el campeonato de Europa, España y Portugal y aunque tan solo pudo disputarse una sola edición logró bastante notoriedad. Se llevó a cabo entre el 1 y el 4 de noviembre y tenía un recorrido de 2.250 km con salidas en cinco puntos: Barcelona, Lisboa, Oporto, San Sebastián y Sevilla. Los participantes se encontraban luego en Madrid y se dirigían a Lisboa donde realizaron una prueba final en Estoril. Un total de ciento trece participantes se inscribieron en la prueba de los que ochenta tomaron la salida y finalizaron sesenta y dos. Se dividían en cuatro categorías: turismos, gran turismo, turismos especiales y vehículos sport. El ganador fue la pareja portuguesa formada por Fernando Stock y Augusto Palma a bordo de un Mercedes-Benz 300 SL. El español Javier Sanglas segundo clasificado, fue declarado campeón de España.
La segunda edición estaba prevista para las fechas 17 de octubre y 20 de octubre de 1957 de nuevo formando parte del calendario nacional y europeo pero no se pudo llevar a cabo. Uno días antes, el 25 de septiembre la federación española emitió una nota a la prensa donde anunciaba la decisión de anular todas las pruebas que restaban hasta final de año debido a las bajas inscripciones en las mismas y para evitar pérdidas económicas a las distintas organizadoras. Al año siguiente el Ibérico se volvió a programar pero no se llevó a cabo.

## Edición de 1956
Contó con el patrocinio de los medios portugueses Diário de Notícias y O Século y los españoles Informaciones y Marca. Un total de ciento trece participantes se inscribieron en la prueba de los que sesenta eran portugueses, cuarenta y tres españoles y los restantes de países como Francia, Alemania y Países Bajos. Destacaban entre otros, el neerlandés Maurice Gatsonides ganador del Montecarlo de 1953; el alemán Walter Schock campeón de Europa ese mismo año y entre los españoles Juan Fernández, Salvador Fábregas, Fernando de Villaamil, Javier Sanglas, Gerardo de Andrés o Mariano Lorente. Entre los automóviles sobresalieron mayoritariamente modelos de las marcas Porsche y Renault; y en menor medida Alfa Romeo, Mercedes, Peugeot, Ford, Fiat, Citroën, Triumph, MG, Sunbeam, Austin y Simca. Por lo general se trataba de vehículos de serie, sin elementos deportivos o de seguridad añadidos al contrario que en los rallyes actuales.
En el reparto de premios el vencedor se llevaría una copa y 20.000 escudos; el primero de cada grupo una copa y 10.000 escudos y al primero de cada clase 5.000 escudos. También había premios al equipo femenino y al equipo no español ni portugués mejor clasificado. El jueves día 1 tomaron la salida desde Barcelona catorce participantes; desde Lisboa cuarenta y ocho; desde Oporto trece; desde San Sebastián ocho y desde Sevilla dos. Se reencontraron todos en Madrid el día 2 para realizar una prueba de habilidad en el parque del Retiro y luego una subida en Galapagar de dos kilómetros. A continuación los participantes partieron hacía León, continuaron hasta Tuy (en Galicia) y de ahí al país vecino para visitar diferentes localidades como Oporto, Coímbra, Lisboa y finalmente llegar a Estoril. En Oporto hicieron una parada para realizar una prueba de velocidad, en Lisboa otra de aceleración y frenada y en Estoril un circuito de regularidad y velocidad en los alrededores del casino. La entrega de premios se efectuó el día 5 en el mismo casino.
La nota trágica la produjo el accidente del piloto portugués José Manuel Simões que resultó con la muerte de su copiloto Luís Borges que participaban a bordo de un Porsche 550 RS Spyder y dorsal 91. A la altura del Monte do Pião, en la localidad portuguesa de Covillana colisionaron con un motociclista y cayeron por un barranco. Borges falleció mientras que Simões resultó herido.
La prueba fue elogiada por algunos medios como El Mundo Deportivo que la consideró: «un auténtico éxito que justifica de pleno su inclusión en el calendario internacional». El control de tiempos fue llevada a cabo por Longines que movilizó más de cincuenta cronometradores que permitieron tomar los tiempos a la centésima de segundo, algo poco habitual en la época. Esta fue una de las primeras iniciativas en promover la «iberización» de los rallyes, si bien, años después en 1972 se creó un campeonato ibérico formado por cinco pruebas.

### Clasificación final

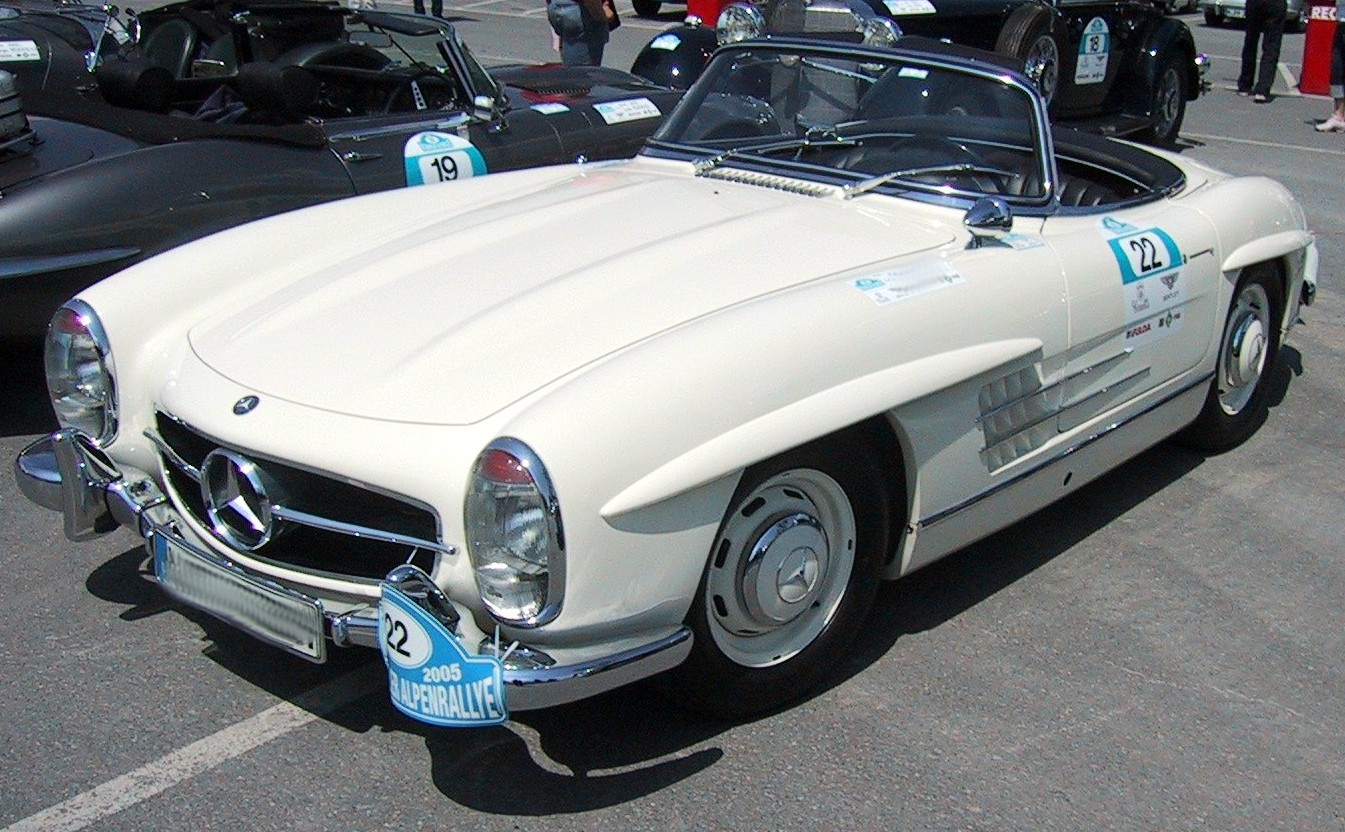
Fernando Stock venció con un Mercedes-Benz 300 SL similar al de la imagen.

La pareja alemana formada por Walter Schock y Rolf Moll fueron declarados inicialmente los ganadores al tener menor número de puntos en su llegada a meta. Posteriormente fueron penalizados cayendo al puesto veinticuatro de la clasificación.
| Pos. | Piloto                  | Copiloto               | Automóvil                          | Puntos / Tiempo   | Diferencia      |
| ---- | ----------------------- | ---------------------- | ---------------------------------- | ----------------- | --------------- |
| 1.   | Fernando Stock          | Augusto Palma          | Mercedes-Benz 300 SL W198 I        | 42.510 (11:48:36) | 0.0             |
| 2.   | Javier Sanglas          | Pilar Lleo             | Alfa Romeo Giulietta Sprint Veloce | 43.938 (12:12:18) | +1.428 (+23:42) |
| 3.   | José Luís Abreu Valente | Bandera de ?           | Porsche 356 Pre-A 1300             | 44.837            | +2.327          |
| 4.   | Esteban Sala            | Víctor Sagi            | Fiat 8V Zagato                     | 47.672            | +5.162          |
| 5.   | Gerardo de Andrés       | Jaime Milans del Bosch | Mercedes-Benz 300 SL W198 I        | 48.035            | +5.525          |
| 6.   | Paul Ernst Strähle      | Hans Wencher           | Porsche 356 1300 Super             | 49.496            | +6.986          |
| 7.   | Carlos Faustino         | Bandera de ?           | Panhard                            | 49.671            | +7.161          |
| 8.   | Francisco Pereira       | Bandera de ?           | Lancia                             | 50.310            | +7.800          |
| 9.   | Carlos Mach             | Bandera de ?           | Mercedes-Benz 190 SL               | 51.437            | +8.927          |
| 10.  | João Vieira Azevedo     | Bandera de ?           | Triumph TR7 Sprint                 | 53.165            | +10.655         |
|      | Hasta 62 clasificados.  |                        |                                    |                   |                 |

En esta edición se otorgaron los siguientes títulos:
- Campeón ibérico; que fue para Fernando Stock.
- Campeón nacional español; otorgado a Javier Sanglas.
- Campeón nacional portugués; para Fernando Stock.
- Campeón español de turismos de serie; para Valentín Vallhonrat Astorquio.
- Campeón portugués de turismos de serie; para Manuel Leiría Fernández.
- Campeón español de gran turismo; para Javier Sanglas.
- Campeón portugués de gran turismo; para Fernando Stock.
- Campeón español de turismos de serie especial; para Fernando Pérez Villamil.
- Campeón portugués de turismos de serie especial; para Carlos Faustinho.
- Campeón español de sport serie; para Pablo Menzel.
- Campeón portugués de sport serie; para Juan Azevedo.

## Palmarés
| Año  | Edición                          | Piloto         | Copiloto      | Automóvil            | Series                |
| ---- | -------------------------------- | -------------- | ------------- | -------------------- | --------------------- |
| 1956 | 1.º Rallye Automovilista Ibérico | Fernando Stock | Augusto Palma | Mercedes-Benz 300 SL | ERC, España, Portugal |
| 1957 | 2.º Rallye Automovilista Ibérico | Anulado        | Anulado       | Anulado              | ERC, España           |
| 1958 | 2.º Rallye Automovilista Ibérico | No se celebró  | No se celebró | No se celebró        | España                |